# 須田芳正
須田 芳正（すだ よしまさ、1967年8月22日 - ）は東京都出身の元サッカー選手、サッカー指導者。選手時代のポジションはフォワード（FW）。
慶應義塾大学法学部卒。順天堂大学大学院修士課程スポーツ健康科学研究科及び弘前大学博士課程医科学研究科修了。

## 来歴

### 選手時代
暁星小学校在学時にサッカーを始める。暁星中学校・高校と進学し、1984年にはU-16日本代表に選出された。
1990年に慶應義塾大学を卒業し、東京ガスに入社。強化を図っていた同社サッカー部（現 FC東京）に社員選手として所属し、同年の関東リーグ及び全国地域リーグ決勝大会で優勝。日本サッカーリーグへの昇格を果たした。
1992年、翌年から開幕するJリーグでのプレーを目指して、同リーグに参加する浦和レッズに練習参加し、プロ契約を結んだ。浦和ではサテライトチームでのプレーが主だった。1994年、ジャパンフットボールリーグの甲府サッカークラブ（現 ヴァンフォーレ甲府）に移籍し、同年限りで現役を引退。

### 現役引退後
1998年に順天堂大学大学院修士課程を修了した後、母校の慶應義塾大学の体育研究所で助手を務めつつ、フットサルの普及・指導に取り組む。2000年には日本代表選手としてもプレー。
2004年、慶應義塾大学体育会ソッカー部の監督に就任。2007年よりオランダ・CIOSへ留学し、約2年の期間に同国サッカー協会の2級 及び欧州サッカー連盟B級の指導者ライセンスを取得した。
帰国後、2011年より再び慶應ソッカー部の監督を務めている。同年の関東大学リーグ戦では黄大城・田中奏一を中心とするサイド攻撃で 1部3位という好成績を残した。

## 所属クラブ
- 暁星高等学校
- 慶應義塾大学体育会ソッカー部 (慶應義塾大学法学部政治学科)
- 1990年4月-1992年7月  東京ガスサッカー部
- 1992年8月-1993年  浦和レッドダイヤモンズ
- 1994年  甲府サッカークラブ

## 個人成績
| 国内大会個人成績 | 国内大会個人成績 | 国内大会個人成績 | 国内大会個人成績 | 国内大会個人成績 | 国内大会個人成績 | 国内大会個人成績 | 国内大会個人成績 | 国内大会個人成績 | 国内大会個人成績 | 国内大会個人成績 | 国内大会個人成績 |
| 年度             | クラブ           | 背番号           | リーグ           | リーグ戦         | リーグ戦         | リーグ杯         | リーグ杯         | オープン杯       | オープン杯       | 期間通算         | 期間通算         |
| 年度             | クラブ           | 背番号           | リーグ           | 出場             | 得点             | 出場             | 得点             | 出場             | 得点             | 出場             | 得点             |
| 日本             | 日本             | 日本             | 日本             | リーグ戦         | リーグ戦         | JSL杯/ナビスコ杯 | JSL杯/ナビスコ杯 | 天皇杯           | 天皇杯           | 期間通算         | 期間通算         |
| ---------------- | ---------------- | ---------------- | ---------------- | ---------------- | ---------------- | ---------------- | ---------------- | ---------------- | ---------------- | ---------------- | ---------------- |
| 1990             | 東京ガス         |                  | 関東             |                  |                  | -                | -                |                  |                  |                  |                  |
| 1991-92          | 東京ガス         | 18               | JSL2部           | 26               | 1                | 1                | 0                |                  |                  |                  |                  |
| 1992             | 浦和             | -                | J                | -                | -                | 0                | 0                | 0                | 0                | 0                | 0                |
| 1993             | 浦和             | -                | J                | 4                | 0                | 0                | 0                | 0                | 0                | 4                | 0                |
| 1994             | 甲府ク           |                  | 旧JFL            | 25               | 1                | -                | -                | 0                | 0                | 25               | 1                |
| 通算             | 日本             | 日本             | J                | 4                | 0                | 0                | 0                | 0                | 0                | 4                | 0                |
| 通算             | 日本             | 日本             | JSL2部           | 26               | 1                | 1                | 0                |                  |                  |                  |                  |
| 通算             | 日本             | 日本             | 旧JFL            | 25               | 1                | -                | -                | 0                | 0                | 25               | 1                |
| 通算             | 日本             | 日本             | 関東             |                  |                  | -                | -                |                  |                  |                  |                  |
| 総通算           |                  |                  |                  |                  |                  |                  |                  |                  |                  |                  |                  |

- Jリーグ初出場：1993年6月19日 対ガンバ大阪戦 (駒場）
- JSL（2部）初出場：1991年9月8日 対川崎製鉄戦 (岡山県営陸上競技場)
- JSL（2部）初得点：1991年9月18日 対NTT関東戦 (埼玉県営大宮公園サッカー場)

## 代表歴
- 2000年 フットサル日本代表

## 職歴・指導歴
- 1997年 FIFA主催フットサルコーチングスクール参加
- 1998年 - 2003年 慶應義塾大学 体育研究所 助手
  - 1998年 - 日本フットサル連盟 理事
  - 2001年-2002年 フットサル日本代表 コーチ
  - 2001年 日本サッカー協会フットサル委員会 委員
  - 仙台育英学園高等学校 総監督[3]
  - 日本体育学会 委員
  - 日本スポーツ方法学会 委員
- 2004年 - 2009年 慶應義塾大学 専任講師
  - 2004年-2007年 慶應義塾体育会ソッカー部 監督
  - 2007年-2009年 Centraal Instituut Opleiding Sportleiders (留学)
  - GINZA de FUTSAL スクール テクニカルアドバイザー
- 2010年 - 早稲田大学 非常勤講師
- 2011年 - 慶應義塾大学 准教授
  - 2011年 - 慶應義塾体育会ソッカー部 監督

## 主な著書
- 『フットサル教本』大修館書店、2002年。 ※松崎康弘との共著、日本フットサル連盟監修。
- 『フットサル―攻略マニュアル100』日本放送出版協会、2002年。
- 『いつでもどこでもフットサル』アイオーエム、2002年。[2]
- 『やってみよう!フットサル』東洋館出版社、2004年。 ※宮崎昇作との共著。
- 『フットサル教本 改訂版』大修館書店、2013年。 ※松崎康弘との共著、日本フットサル連盟監修。